# Hypoxestus coxicornis
Hypoxestus coxicornis is een hooiwagen uit de familie Assamiidae.